# Olympiska vinterspelen 1952
Olympiska vinterspelen 1952, de sjätte (VI) olympiska vinterspelen, var de första som inte förlades till typiska turistorter, utan till Norges huvudstad Oslo. De blev det vanliga folkets OS. Ännu en skillnad var att denna gång fick de aktiva tävla på låglandsnivå, varigenom problem med höghöjdsanpassning inte existerade. Spelen blev en verklig publiksuccé eftersom inte mindre än cirka 533 000 åskådare såg spelen på plats. Det var en storslagen siffra för de olympiska vinterspelen. Man kan jämföra med 1936, då spelen hölls i Garmisch-Partenkirchen, när 135 000 åskådare setts som spelens genombrott publikmässigt. 
Den olympiska elden tändes inte i Olympia utan i födelsehuset av Sondre Norheim i Morgedal. Under den 220 kilometer långa sträckan till Oslo var 94 skidåkare delaktig som bärare av facklan. Den sista bäraren var Fridtjof Nansens barnbarn Eigil.
De allra flesta tävlingarna gick av stapeln i huvudstaden själv eller dess absoluta grannskap – Nordmarkaterrängen/Holmenkollen. Endast storslalom och störtlopp måste anordnas i Norefjell cirka 60 km från Oslo. Tävlingarna, som arrangerades i "vintersportens hemland", ansågs av många vara mycket väl arrangerade. 
För Sveriges del blev spelen en stor missräkning. Framförallt gällde detta längdskidåkningen, där de gamla stjärnorna, som sopade undan allt motstånd i Sankt Moritz, den här gången inte orkade hålla tempot, och några färdigutvecklade yngre fanns ännu inte att uppbringa. Mora-Nisse var den bäste svensken i de individuella tävlingarna med en femte- och en sjätteplacering, trots att han, som det senare visade sig, tävlade med en halsinfektion. Finland och Norge dominerade längdtävlingarna.
Även för de mellaneuropeiska nationerna var spelen en besvikelse, eftersom man inte tog hem samtliga alpina guldmedaljer. 
Skridskotävlingarna dominerades av norske Hjalmar Hjallis Andersen, som vann de tre längre distanserna. Ishockey var som vanligt en affär för Kanada, som tog hem det femte guldet av sex möjliga.

## Sporter
| - Alpin skidåkning - Backhoppning - Bob - Hastighetsåkning på skridskor |  | - Ishockey - Konståkning - Längdskidåkning - Nordisk kombination |

### Demonstrationssporter
- Bandy

## Deltagande nationer
30 länder deltog i spelen. För Nya Zeeland och Portugal var det de första vinterspelen. Tyskland skickade enbart deltagare från Västtyskland.
| - Argentina - Australien - Belgien - Bulgarien - Chile - Danmark - Finland - Frankrike - Grekland - Island | - Italien - Japan - Jugoslavien - Kanada - Libanon - Nederländerna - Nya Zeeland - Norge - Polen - Portugal | - Rumänien - Schweiz - Spanien - Storbritannien - Sverige - Tyskland - Ungern - USA - Tjeckoslovakien - Österrike |

## Medaljfördelning
Värdnation (Norge)
| Pl.   | Nation         | Guld | Silver | Brons | Totalt |
| ----- | -------------- | ---- | ------ | ----- | ------ |
| 1     | Norge          | 7    | 3      | 6     | 16     |
| 2     | USA            | 4    | 6      | 1     | 11     |
| 3     | Finland        | 3    | 4      | 2     | 9      |
| 4     | Tyskland       | 3    | 2      | 2     | 7      |
| 5     | Österrike      | 2    | 4      | 2     | 8      |
| 6     | Kanada         | 1    | 0      | 1     | 2      |
| 6     | Italien        | 1    | 0      | 1     | 2      |
| 8     | Storbritannien | 1    | 0      | 0     | 1      |
| 9     | Nederländerna  | 0    | 3      | 0     | 3      |
| 10    | Sverige        | 0    | 0      | 4     | 4      |
| 11    | Schweiz        | 0    | 0      | 2     | 2      |
| 12    | Frankrike      | 0    | 0      | 1     | 1      |
| 12    | Ungern         | 0    | 0      | 1     | 1      |
| Total | Total          | 22   | 22     | 23    | 67     |

### Fotnoter
1. 1 2 3  Ullrich, Klaus (1975). ”VI. Olympische Winterspiele in Oslo” (på tyska). Olympische Spiele. Sportverlag Berlin. sid. 112
2. ↑  ”Oslo 1952”. Sveriges olympiska kommitté. http://sok.se/olympiska-spel/tavlingar/spelen/oslo-1952.html. Läst 19 juli 2017.